# Adam Brenner

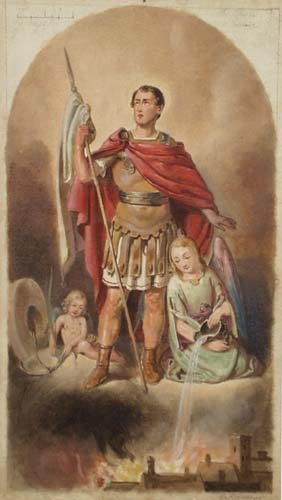
Hl. Florian von Adam Brenner (ca. 1830)

Adam Brenner (* 21. Dezember 1800 in Wien; † 22. April 1891 ebenda) war ein österreichischer Maler.

## Leben
Adam Brenner sollte ursprünglich Kaufmann werden, doch er befasste sich stattdessen mit Sprachen, der Musik und dem Zeichnen. Darüber hinaus nahm er Privatunterricht im Malen und studierte an der Wiener Akademie der bildenden Künste bei Leopold Kupelwieser und Ferdinand Georg Waldmüller. Brenner schuf Porträts, Genrebilder und Stillleben sowie historische Bilder.

## Werke (Auswahl)
- Heiliger Florian (1830)
- Der liebe Augustin (1841)
- Junge Italienerin mit ihrem Kind am Meeresufer sitzend (1843)
- Mutter und Tochter (1843)
- Bildnis eines Architekten (1849)
- Friedrich mit der leeren Tasche Rückkehr nach Tirol
- Ferdinands II Rettung durch das Kürassierregiment Dampierre
- Entsatz von Belgrad durch Hunyady und Capistran
- Porträt eines Knaben